# Evangelische Kirche Oppurg

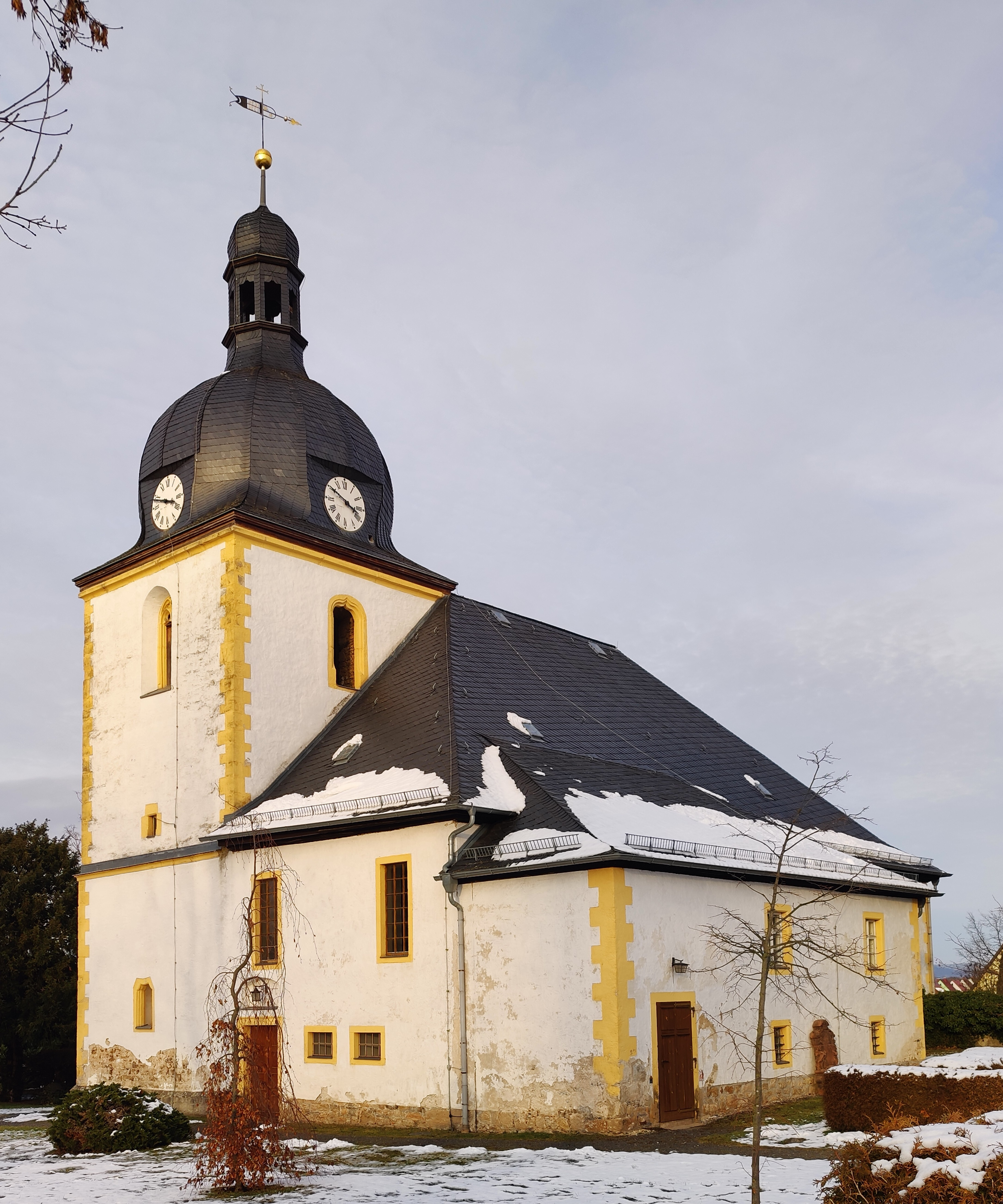
Evangelische Kirche in Oppurg

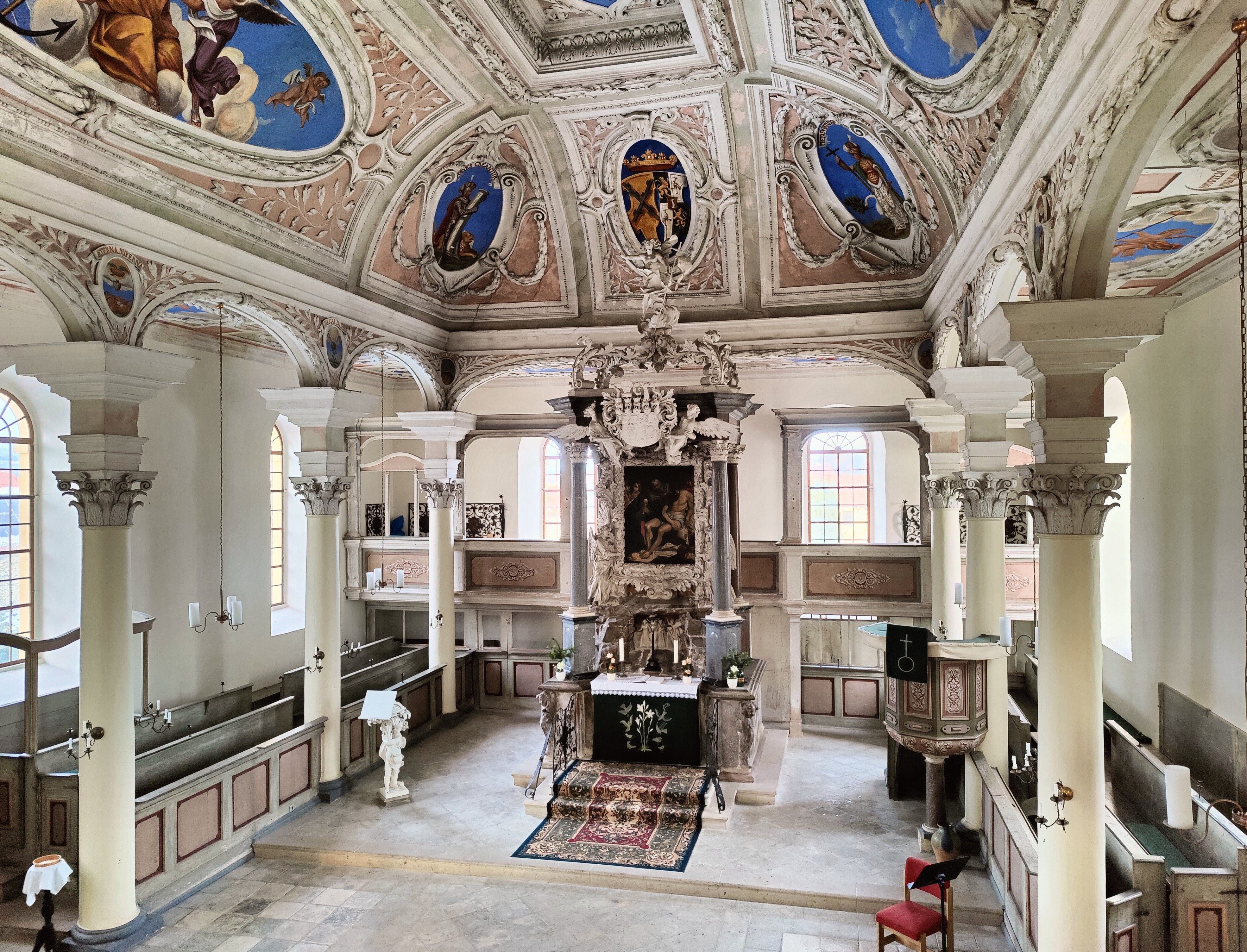
Innenraum, Blick zum Altar (2023)

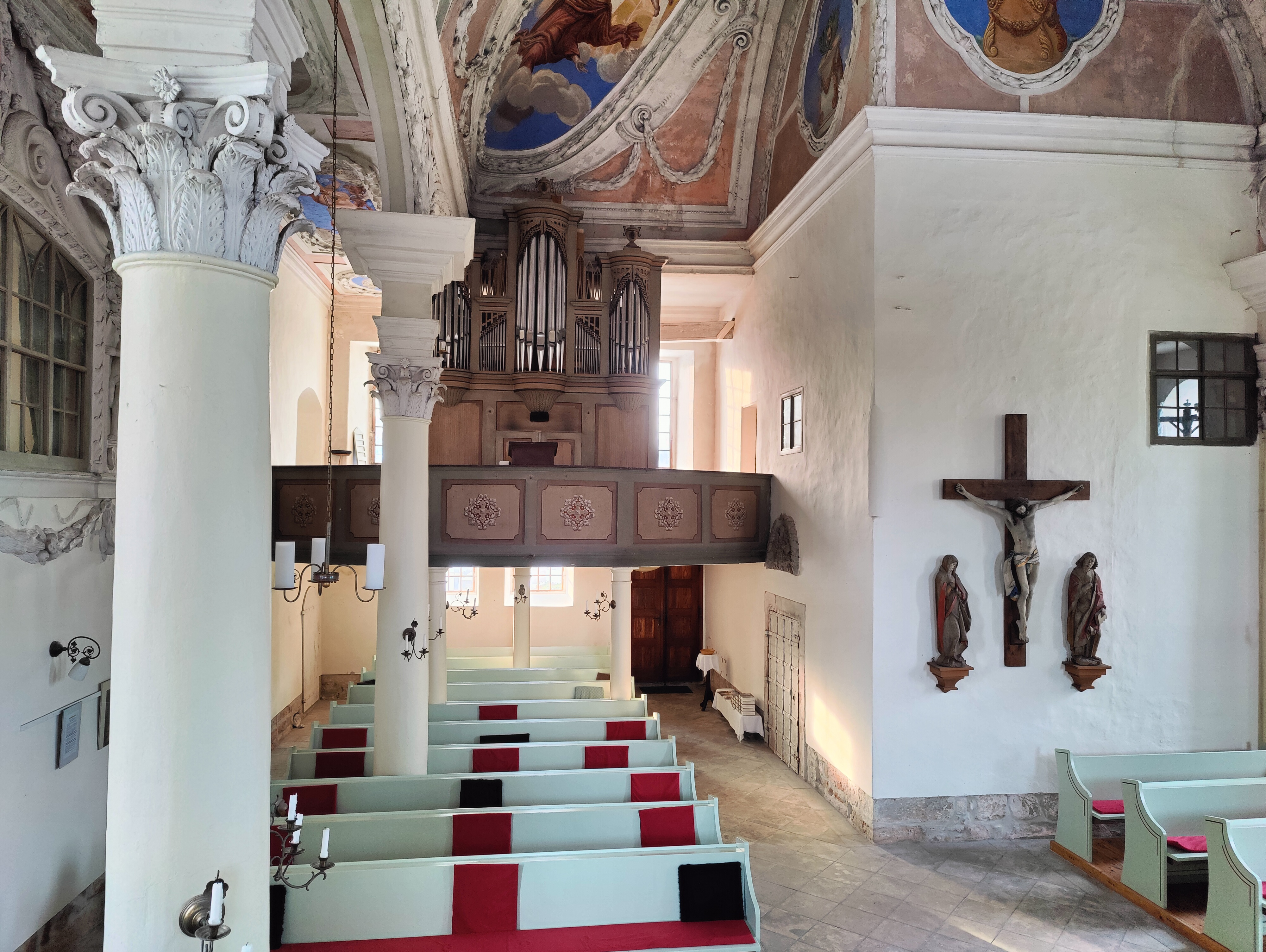
Blick zur Orgelempore

Die Evangelische Kirche in Oppurg im Saale-Orla-Kreis in Thüringen bestand bereits im hohen Mittelalter, wurde 1351 erstmals erwähnt und im späten 17. Jahrhundert in ihrer heutigen Gestalt errichtet. Sie besitzt eine kostbare historische Ausstattung.

## Geschichte
Bei Grabungen wurden Reste von zwei romanischen Vorgängerkirchen gefunden. Urkundlich belegt ist die Kirche erstmals 1351. Vermutlich handelte es sich ursprünglich um eine Chorturmkirche, die man 1696 zu ihrer heutigen Gestalt umgebaut hat. Die Ortsherrschaft der Grafen von Renow und Biberstein, die auch das Patronatsrecht besaß, ließen die Kirche von einem in Italien oder Südtirol geprägten Künstler ausstatten.
Die Restaurierung der Kirche erfolgte mit Mitteln der Deutschen Stiftung Denkmalschutz.

## Beschreibung
Der alte Chorturm wurde unter Beibehaltung des Erbbegräbnisses in seinem Untergeschoss bei der Kirchenvergrößerung von 1696 in das Kirchenschiff einbezogen. Der Kirchenraum, der durch die eingezogenen Säulen eine dreischiffige Anmutung hat, ist überspannt von einer prachtvoll ausgemalten Stuckdecke mit dogmatischen und Passionsmotiven.
Der überragende Altar mit Altarüberbauung auf Säulen ist mit einem Bild der Grablegung und einem der Auferstehung Christi ausgestattet. In der Höhe der Altarplatte befindet sich eine Felsengrotte mit einer Osterdarstellung. Vor dem Altar befinden sich die Kanzel sowie die Taufe mit einem Engel, der ein Füllhorn in die Schale hält. Das Lesepult aus Holz ist weiß bemalt. Die Orgel auf einer kleinen dem Altar gegenüberliegenden Empore schuf Johann Heinrich Schilling aus Schleiz 1828–1829; die Abnahme erfolgte durch Johann Gottlob Töpfer. Das Instrument verfügt über 15 Register, die sich auf zwei Manuale und Pedal verteilen. Eine Restaurierung nahm 2018–2019 Orgelbau Hoffmann & Schindler vor. Das an der Ostseite des Turmsockels angebrachte Kruzifix stammt aus dem 17. Jahrhundert, die Nebenfiguren sind älter. Im Kircheninnern befinden sich außerdem mehrere historische Grabplatten.
Im mächtigen spätromanischen Kirchturm hängen zwei Glocken, die kleinere ist aus Bronze und die größere aus Stahl.
Die in einem Gewölbe unter der Patronatsloge befindliche alte Sakristei wurde als Gemeinderaum und zu Andachtszwecken hergerichtet.